# Айгиши
А́йгиши (чув. Айкăш) — деревня в Вурнарском районе Чувашской Республики. Входит в состав Алгазинского сельского поселения.

## География
Находится в центральной части Чувашии, на расстоянии приблизительно 8 км на север по прямой от районного центра поселка Вурнары.

## История
Известна с 1795 года как околоток деревни Малая Абызова (ныне деревня Кумаши) с 29 дворами. В 1858 году было учтено 363 жителя, в 1906—109 дворов, 584 жителя, в 1926—160 дворов, 733 жителя, в 1939—844 жителя, в 1979—386. В 2002 году было 131 двор, в 2010 — 99 домохозяйств. В 1930 году был образован колхоз «Ирар», в 2010 действовал ООО "Агрофирма «Родник».

## Население
Постоянное население составляло 271 человек (чуваши 98 %) в 2002 году, 231 в 2010.